# تابان للطيران
تابان للطيران (بالفارسية: هواپیمایی تابان) هي شركة إيرانية للطيران والخطوط الجوية حصلت على ترخيص من منظمة الطيران المدني الإيرانية في عام 2004 وبدأت رحلاتها رسميًا في عام 2005. يقع مركز هذه الشركة في مشهد، في عام 2009 افتتحت تابان ورشة صيانة في مطار مشهد الدولي، وبهذه الطريقة تقدم خدمات لشركات أخرى بالإضافة إلى طائراتها الخاصة.

## تاريخ
بدأت خطوط تابان للطيران من قبل الطيار أصغر عبد الله بور وبمشاركة منطقة صرخس الاقتصادية الخاصة وشركة توس جوستار المساهمة أيضًا، بالأضافة إلى أن لدى هذه الشركة اتفاقية مع شركة سهند آسيا للطيران، والتي نظرًا لنشاطها غير المنتظم، أجرت طائرتان من طراز ماكدونل دوغلاس إم دي-83 إلى شركة تابان لفترة من الزمن. وفي الآونة الأخيرة قررت شركة سهند آسيا بدء عملياتها مرة أخرى، وتم تأجير الطائرة ذاتها من هذه الشركة إلى شركة تابان مرة أخرى، ومن المفترض أن تظل في أسطول تابان حتى الانطلاق الرسمي لعمليات سهند آسيا.

## الأسطول
الأسطول الحالي

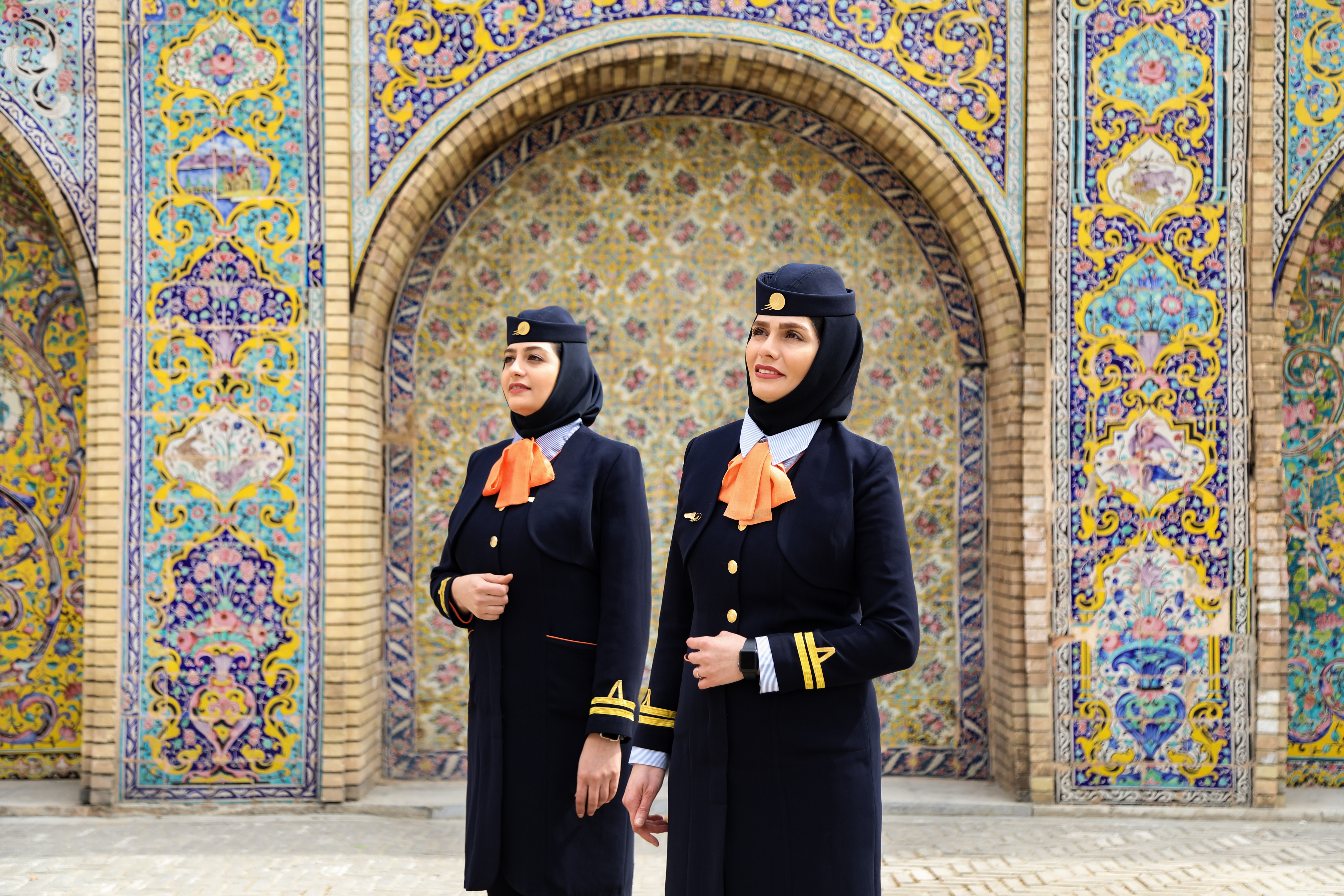
مضيفات طيران تابان.

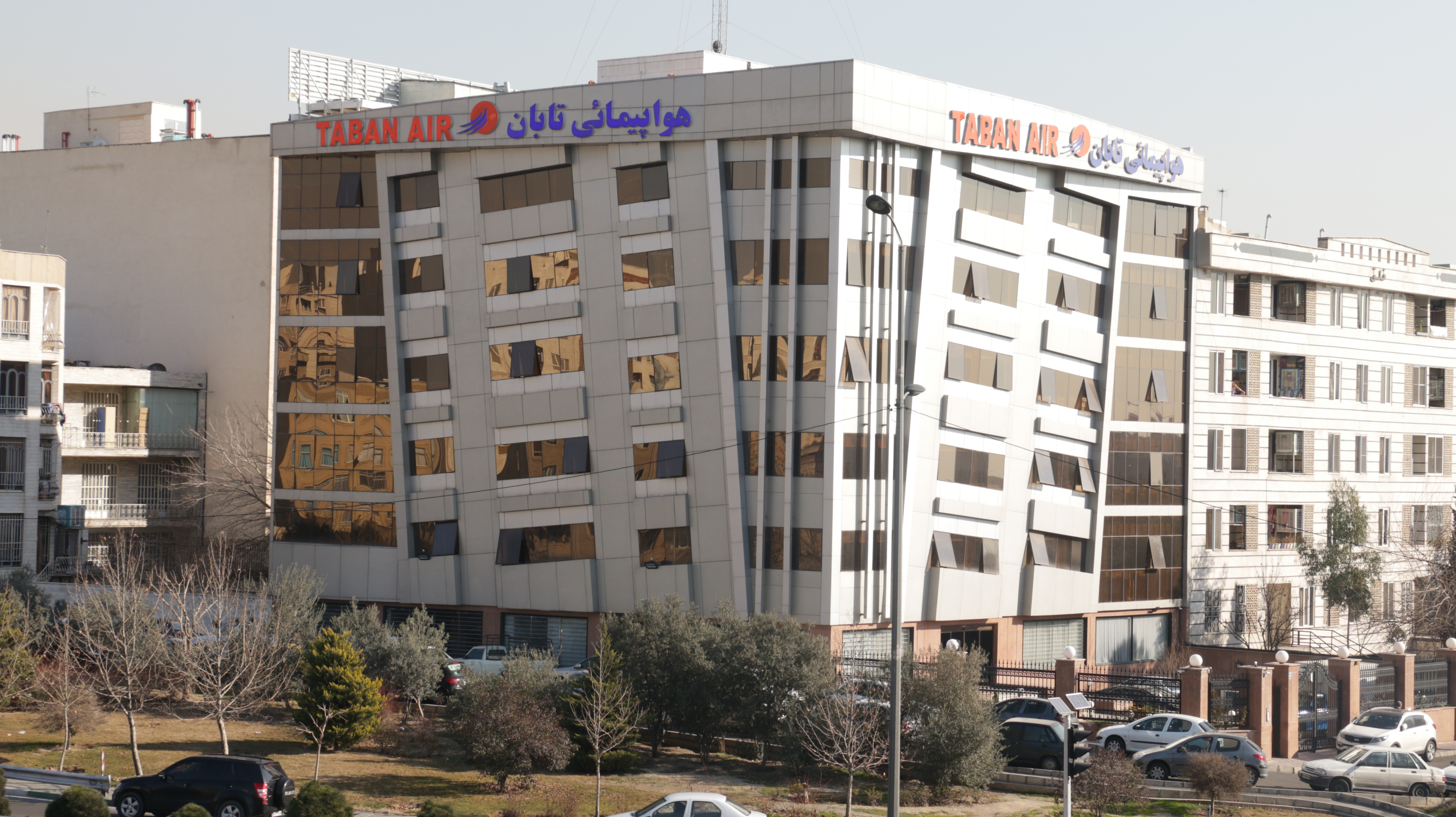
المقر الرئيسي للشركة

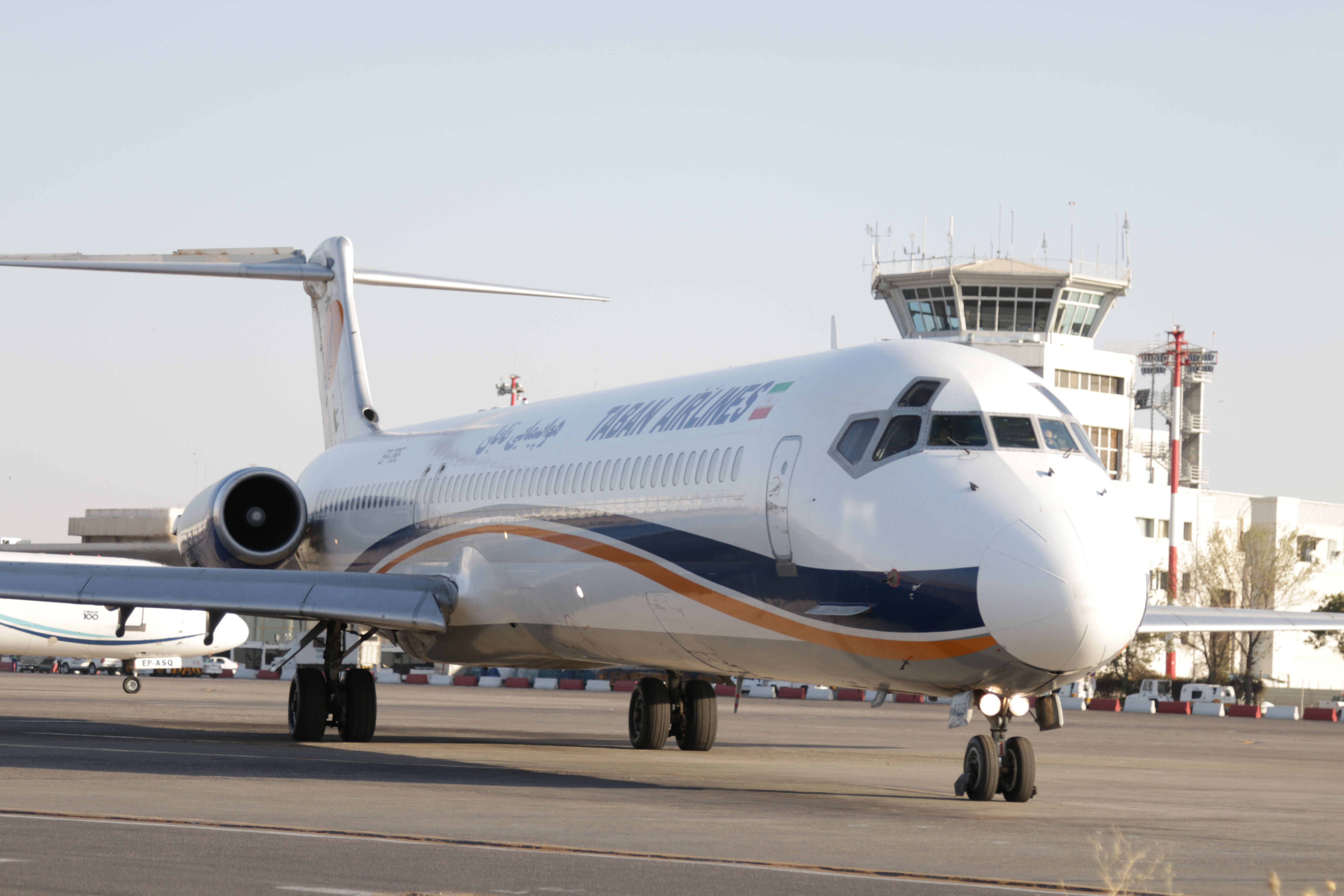
طائرة بوينغ ام دي تابان

خطوط تابان الجوية لديها 9 طائرات تبدأ رحلاتها من مطاري مشهد وطهران كل يوم.
الأسطول السابق

## وجهات الطيران
- مشهد - مطار مشهد الدولي
- طهران - مطار مهرآباد الدولي
- أصفهان (مدينة) - مطار اصفهان الدولي
- شيراز - مطار شهيد دستغيب الدولي
- كاشان - مطار شهداء زنجان الدولي
- كرمان - مطار كرمان
- قشم (جزيرة) - مطار قشم
- مطار ماكو - ماكو
- أرومية - مطار أورمية
- بوشهر - مطار بوشهر
- الأهواز - مطار الأهواز الدولي
- عبادان - مطار عبادان الدولي
- مراغة - مطار سهند
- خرم أباد (لرستان) - مطار خرم آباد
- كيش (جزيرة) - مطار كيش الدولي
- لار - مطار لارستان الدولي
- نوشهر - مطار نوشهر

سلطنة عمان
- مسقط - مطار مسقط الدولي

إسطنبول
- إسطنبول - مطار إسطنبول الدولي

العراق
- النجف الاشرف - مطار النجف الاشرف الدولي
- بغداد - مطار بغداد الدولي

باكستان
- لاهور - مطار علامه إقبال الدولي

أفغانستان
- كابل - مطار حامد كرزاي الدولي

جورجيا
- باطوم - مطار باطومي

## الحوادث
- في 3 فبراير 2008، اشتعلت النيران في طائرة من طراز توبوليف تو 154 تحمل 157 راكبًا و 13 من أفراد الطاقم، والتي كانت متجهة من مشهد إلى عبادان، أثناء هبوطها في مطار مطار مشهد الدولي. تم فصل الجزء الداخلي من الطائرة والمحركات تمامًا عن الوقود والجناح الأيمن والذيل وعجلة الطائرة بسبب هذا الحريق. وأصيب 47 شخصا بجروح في هذا الحادث لكن لم يسفر عن مقتل أحد.[3]
- في 15 فبراير 2010، اضطرت الرحلة رقم 6262 لشركة طيران تابان المتجهة من جزيرة كيش إلى طهران إلى هبوط اضطراري في كيش بعد دقائق من الرحلة بسبب عطل فني.[4]
- في 8 مايو 2016، اضطرت الرحلة رقم 6357 على طريق طهران - النجف للعودة إلى مطار الإمام الخميني الدولي بعد حوالي ساعة ونصف من الرحلة بسبب عيب فني أثناء الطريق وما قيل إنه فقدان أصبح أحد محركات الطائرة.[5]
- في 13 مارس 2015، أُجبرت طائرة طهران - مشهد على العودة وهبوط اضطراري في مطار مهرآباد الدولي في طهران بعد رحلة استغرقت 35 دقيقة بسبب مشاكل فنية واهتزازات شديدة حدثت أثناء الرحلة.[6]
- في 27 مايو 2016، أُجبرت الرحلة رقم 6289 على طريق مشهد - تبريز على العودة وهبوط اضطراري في مشهد بعد مغادرة مطار مشهد الدولي في المجال الجوي سبزوار بسبب عطل فني.[7]
- في 11 يناير 2015، فقدت طائرة من طراز بوينغ 787 تابعة لشركة طيران تابان على طريق طهران - شيراز محركًا بعد لحظات من إقلاعها من مطار مهرآباد الدولي واضطر إلى العودة وهبوط اضطراري في مطار مهرآباد الدولي.[8][9]
- في 7 أبريل 2016، تعرضت طائرة بوينغ 737 التابعة لخطوط تابان الجوية والتي على متنها 163 راكبًا لحادث انفجار إطار أثناء جلوسها على مدرج مطار أردبيل. لم يصب أحد في هذا الحادث.[10]
- في 27 ديسمبر 2016، حدث عطل فني في الرحلة رقم 2645 التابعة لخطوط تابان الجوية (طريق طهران - الأهواز) وأجبر الطيار على الهبوط اضطرارياً في مطار مهرآباد الدولي.
- في 3 كانون الثاني (يناير) 2016، تعرضت رحلة طهران - مشهد لخلل فني أثناء هبوطها في مطار مشهد الدولي في مشهد، لكنها هبطت بسلام.[11]
- في 12 نيسان / أبريل 2018 توقف محرك رحلة كيش المتجهة إلى أصفهان بعد عشرين دقيقة من إقلاعها وانقطعت الكهرباء عن الطائرة واضطرت للعودة إلى مطار كيش.
- في 2 أغسطس 2021 أقلعت الرحلة رقم 6227 من طهران إلى قشم المقرر اقلاعها في الساعة 17:45 بتأخير وصل للساعة 19:38. بعد 43 دقيقة من الرحلة ووصولها بالقرب من كاشان، غيرت مسارها بسبب عطل فني وعادت إلى طهران.